# Zbraslav na Moravě
Zbraslav (deutsch Sbraslaus, auch Zbraslau) ist eine Gemeinde in Tschechien. Sie liegt neun Kilometer südöstlich von Velká Bíteš und gehört zum Okres Brno-venkov.

## Geographie
Zbraslav befindet sich in der Křižanovská vrchovina auf einer Anhöhe rechtsseitig über dem Tal des Bílá voda. In Zbraslav entspringen die Bäche Dolina und Žleb. Südwestlich des Dorfes liegt ein Militärgelände. Südöstlich befindet sich im Tal des Bílá voda die erloschene Ansiedlung Lhotka.
Nachbarorte sind Zálesná Zhoř und Zhořský Dvůr im Norden, Rudka im Nordosten, Litostrov und Říčany im Osten, Mariánské Údolí und Zastávka im Südosten, Příbram na Moravě im Süden, Březina, Rapotice und Lesní Jakubov im Südwesten, Újezd u Rosic im Westen sowie Stanoviště und Ludvíkov im Nordwesten.

## Geschichte
Die erste schriftliche Erwähnung des Ortes erfolgte 1222 als Eintragung des Besitzes des Gerhard von Zbraslav (Gerhard ze Zbraslavi), der der Stammvater der Herren von Kunstadt war. Ihm folgte dessen ältester Sohn Boček von Jaroslavice und Zbraslav, der den ihm gehörenden Wald bei Zbraslav 1255 testamentarisch dem Kloster Žďár vermachte. Sein Bruder Mikul/Mikuláš erhielt einen weiteren Teil von Zbraslav, er begründete die Linie der Vladiken Mikul von Zbraslav (Mikulova Linie). Seit 1294 ist in Zbraslav eine Pfarre nachweislich. 1334 schenkten die Nachkommen des Mikul von Zbraslav ihren Anteil dem Zisterzienserinnenkloster Aula Sanctae Mariae in Alt Brünn. Einen weiteren Anteil des Dorfes besaß das Zisterzienserinnenkloster Vallis Sanctae Mariae in Oslavany. In der Mitte des 14. Jahrhunderts waren die Zbraslaver Güter stark zersplittert. Zwischen 1366 und 1381 erwarb Peter Hecht von Rossitz sukzessive mehrere Anteile, so dass er schließlich, mit Ausnahme der Oslawaner Klosterseite und der Alt Brünner Klosterseite, etwa die Hälfte von Zbraslav besaß. Insgesamt hatte das Dorf zu dieser Zeit etwa 400 Einwohner; es bestand aus der Pfarre, drei Höfen, 25 Huben und 26 kleinen Anwesen. Nachdem das Kloster Oslavany 1525 erloschen war, fielen die Oslawaner Klosterseite dem Alt Brünner Zisterzienserinnenkloster zu und beide Klosterseiten wurden vereint. Die Klosterseite bildete den reicheren Teil des Dorfes, sie führte ab 1615 ein Siegel und hatte einen eigenen Bürgermeister, Richter und Schöppen. Nach der Aufhebung des Zisterzienserinnenklosters Alt Brünn fiel die Klosterseite 1783 dem Religionsfonds zu. 1840 wurde dieser Teil an Franz Ritter von Heintl verkauft. Drei Jahre später erwarb ihn Heinrich Eduard Fürst Schönburg-Hartenstein.
Nach der Aufhebung der Patrimonialherrschaften wurden 1850 die Klosterseite und die Rossitzer Seite sowie Březina zu einer Gemeinde Zbraslav im Brünner Bezirk vereint. Die Güter und Wälder der Klosterseite erbte 1872 Alexander Fürst Schönburg-Hartenstein und 1896 Alois Fürst Schönburg-Hartenstein. Ab 1900 gehörte die Gemeinde Zbraslav zum Bezirk Velké Meziříčí. 1921 wurden die Oslawaner Klosterwälder des Fürsten Schönburg-Hartenstein verstaatlicht. Im Zuge der Bodenreform von 1925 fiel auch der Großgrundbesitz Rossitz-Eichhorn des Barons De Forest an den tschechoslowakischen Staat. Im Jahre 1948 wurde die Gemeinde dem Okres Velká Bíteš zugeordnet. Nach dessen Aufhebung kam Zbraslav 1961 zum Okres Brno-venkov zurück.

## Gemeindegliederung
Für die Gemeinde Zbraslav sind keine Ortsteile ausgewiesen. Zu Zbraslav gehört die Ansiedlung Březina (Bschesina).

## Sehenswürdigkeiten
- Pfarrkirche des hl. Ägidius, die im 13. Jahrhundert errichtete Kapelle wurde im 14. Jahrhundert durch den Anbau des Schiffes und Turmes zur Kirche erweitert
- Statue des hl. Johannes von Nepomuk, geschaffen 1780. Die barocke Sandsteinfigur wurde im Februar 2003 vom Sockel gehoben und gestohlen
- Säule des hl. Wendelin aus dem Jahre 1781
- Sandsteinkreuz im Mariental bei der erloschenen Ansiedlung Lhotka, aus dem Jahre 1769
- Reste der Feste Hradisko, auf einem Sporn über dem Mariental des Bílá voda
- Sühnestein von 1596, nordwestlich des Dorfes an der Straße nach Velká Bíteš im Wald